# Borkumer Meilenlauf

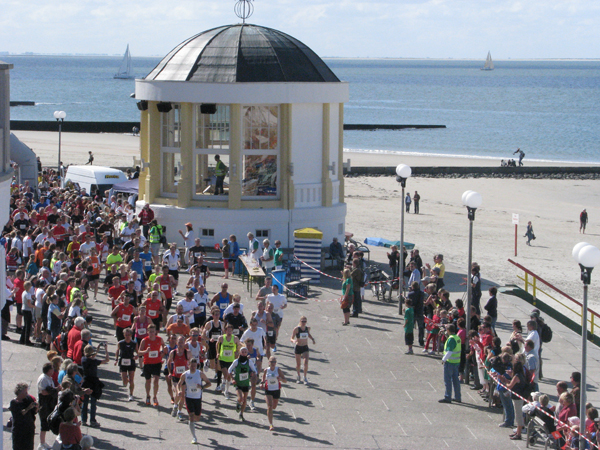
Start des Borkumer Meilenlaufs (2010)

Der Borkumer Meilenlauf mit Nordic Walking ist der nordwestlichste Volkslauf Deutschlands. Mit 1.366 Teilnehmern im Jahr 2017 ist er inzwischen einer der größten Volksläufe im Raum Ostfriesland. Er wird seit 2006 jedes Jahr am ersten Wochenende im September auf der Insel Borkum durchgeführt.
Ausrichter ist das – als eigenständige Sparte im TuS Borkum eingegliederte – „Organisations-Team Borkumer Meilenlauf“. Der Lauf wird nach den Bestimmungen des Niedersächsischen Leichtathletikverbands durchgeführt.

## Strecke
Neben einem Halbmarathon (11,66 Seemeilen) werden noch ein Viertelmarathon (5,83 Seemeilen), ein 5-km-Lauf (2,7 Seemeilen) und für Kinder und Jugendliche ein 3-km- und ein 1-km-Lauf (1,62 bzw. 0,54 Seemeilen) angeboten. Zusätzlich gibt es für die Walker über 12 km (6,5 Seemeilen) und 6 km (3,2 Seemeilen) zwei Strecken.
Höhenmeter sind keine zu bewältigen. Neben dem Helgoland-Marathon ist der Borkumer Meilenlauf der einzige Volkslauf in Deutschland, der im Hochseeklima stattfindet. Gelaufen wird auf durchgängig asphaltierten und für den übrigen Straßenverkehr gesperrten Strecken durch die Dünenlandschaft und am Meer entlang.

### Streckenprofil
Der Lauf wird auf einem 10,7 km langen Rundkurs über die Insel Borkum ausgetragen. Start und Ziel ist auf der Promenade am Hauptbadestrand. Die ersten 2,5 Kilometer führt die Strecke über die Promenade bis zum Cafe Seeblick. Durch die Dünen geht der Kurs dann im Inselinneren über Wanderwege weiter bis zum Flugplatz Borkum. Durch die Binnenwiesen und die Greunen Stee gelangt man schließlich bei Kilometer 8 wieder auf die Promenade. Nach 2,7 Kilometern am Meer entlang ist die Strecke absolviert. Für den Halbmarathon ist die Laufstrecke zweimal zu durchlaufen.
Der 5-km-Lauf führt auf dem gleich Weg bis Cafe Seeblick, und von dort in einem kleinen Bogen durch die Dünen wieder zur Promenade zurück. Die Strecke für die Walker geht ausschließlich über den Sandstrand am Wasser entlang. Hier erfolgt keine Zeitnahme.

## Statistik

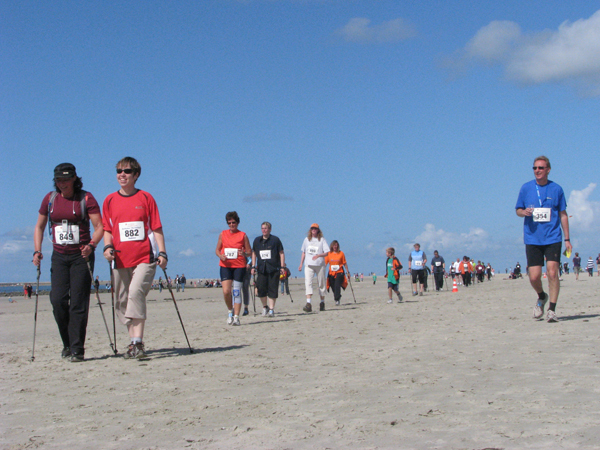
Walker beim Borkumer Meilenlauf (2010)

### Streckenrekorde
| Strecke | Männer    | Männer          | Frauen    | Frauen                |
| ------- | --------- | --------------- | --------- | --------------------- |
| 11,66sm | 1:13,37 h | G. Diettrich    | 1:25,40 h | Kirsten Heckmann      |
| 5,83sm  | 35,23 min | Andreas Fischer | 40,43 min | Marie-Christin Eulitz |
| 2,7sm   | 19,38 min | Johannes Kisch  | 22,50 min | Svenja Dietzel        |
| 1,62sm  | 10,27 min | Marc Pluta      | 11,53 min | Kristina Hartwig      |
| 0,54sm  | 4,04 min  | Linus Mulfinger | 4,21 min  | Tabea Forker          |

### Teilnehmerzahlen
| Jahr | Teilnehmer                      |
| ---- | ------------------------------- |
| 2023 | ca. 1.000                       |
| 2022 | 953                             |
| 2021 | ausgefallen wg. Corona-Pandemie |
| 2020 | ausgefallen wg. Corona-Pandemie |
| 2019 | 1.157                           |
| 2018 | 1.294                           |
| 2017 | 1.366                           |